# Parc éolien du Bois de Saint-Aubert
Le parc éolien du Bois de Saint-Aubert est un parc éolien terrestre construit en 2024 et sis sur le finage des communes de Walincourt-Selvigny et de Haucourt-en-Cambrésis, dans le département du Nord, en France. Il compte six éoliennes.

## Description
Le parc éolien du Bois de Saint-Aubert est construit de fin 2023 à début 2024. Cinq éoliennes sont sur le finage de Walincourt-Selvigny tandis qu'une est sur Haucourt-en-Cambrésis. Elles sont de marque Nordex N117, et mesurent cent-cinquante-et-un mètres en bout de pale. La puissance totale installée est de 21,6 MW.